# غسيل (الشعر)

تعديل مصدري - تعديل

غسيل محلة تابعة لقرية الردى، التابعة لعزلة الا ملؤك بمديرية الشعر إحدى مديريات محافظة إب في الجمهورية اليمنية، بلغ تعداد سكانها 49 حسب تعداد اليمن لعام 2004.